# Mali na Letnich Igrzyskach Olimpijskich 2008
Mali na Letnich Igrzyskach Olimpijskich 2008 reprezentowało 17 zawodników w 4 dyscyplinach.
Był to jedenasty start reprezentacji Mali na letnich igrzyskach olimpijskich.

## Wyniki reprezentantów Mali

### Koszykówka
Kobiety
Skład drużyny:
- Fatoumata Bagayoko
- Nagnouma Coulibaly
- Mariatou Diarra
- Diéné Diawara
- Diana Leo Gandega
- Kadiatou Kanoute
- Hamchétou Maïga
- Aminata Sininta
- Djenebou Sissoko
- Meiya Tirera
- Kadiatou Toure
- Nassira Traore

Runda grupowa
- 9 sierpnia

 Mali 72:76  Nowa Zelandia

- 11 sierpnia

 Czechy 81:47  Mali

- 13 sierpnia

 Mali 41:97  Stany Zjednoczone

- 15 sierpnia

 Chiny 69:48  Mali

- 17 sierpnia

 Mali 47:79  Hiszpania

Grupowa tabela końcowa
| Miejsce | Drużyna           | Mecze | Punkty | Zwyc. | Por. | Kosze   |
| ------- | ----------------- | ----- | ------ | ----- | ---- | ------- |
| 1       | Stany Zjednoczone | 5     | 10     | 5     | 0    | 491-276 |
| 2       | Chiny             | 5     | 9      | 4     | 1    | 358-346 |
| 3       | Hiszpania         | 5     | 8      | 3     | 2    | 357-324 |
| 4       | Czechy            | 5     | 7      | 2     | 3    | 346-356 |
| 5       | Nowa Zelandia     | 5     | 6      | 1     | 4    | 320-423 |
| 6       | Mali              | 5     | 5      | 0     | 5    | 255-402 |

### Lekkoatletyka
Mężczyźni
| Zawodnik       | Konkurencja        | Eliminacje | Eliminacje | Półfinał                     | Półfinał                     | Finał                        | Miejsce                      |
| Zawodnik       | Konkurencja        | Wynik      | Miejsce    | Wynik                        | Miejsce                      | Wynik                        | Miejsce                      |
| -------------- | ------------------ | ---------- | ---------- | ---------------------------- | ---------------------------- | ---------------------------- | ---------------------------- |
| Ibrahima Maiga | 400 m przez płotki | 50,57      | 21         | Odpadł z dalszej rywalizacji | Odpadł z dalszej rywalizacji | Odpadł z dalszej rywalizacji | Odpadł z dalszej rywalizacji |

Kobiety
| Zawodniczka     | Konkurencja | Eliminacje | Eliminacje | Ćwierćfinał | Ćwierćfinał | Półfinał                      | Półfinał                      | Finał                         | Miejsce                       |
| Zawodniczka     | Konkurencja | Wynik      | Miejsce    | Wynik       | Miejsce     | Wynik                         | Miejsce                       | Wynik                         | Miejsce                       |
| --------------- | ----------- | ---------- | ---------- | ----------- | ----------- | ----------------------------- | ----------------------------- | ----------------------------- | ----------------------------- |
| Kadiatou Camara | 200 m       | 23,06      | 13 Q       | 23,06       | 17          | Odpadła z dalszej rywalizacji | Odpadła z dalszej rywalizacji | Odpadła z dalszej rywalizacji | Odpadła z dalszej rywalizacji |

### Pływanie
Mężczyźni
| Zawodnik          | Konkurencja       | Eliminacje | Eliminacje | Półfinał                     | Półfinał                     | Finał                        | Miejsce                      |
| Zawodnik          | Konkurencja       | Wynik      | Miejsce    | Wynik                        | Miejsce                      | Wynik                        | Miejsce                      |
| ----------------- | ----------------- | ---------- | ---------- | ---------------------------- | ---------------------------- | ---------------------------- | ---------------------------- |
| Mohamed Coulibaly | 50 m st. dowolnym | 29,09      | 5          | Odpadł z dalszej rywalizacji | Odpadł z dalszej rywalizacji | Odpadł z dalszej rywalizacji | Odpadł z dalszej rywalizacji |

Kobiety
| Zawodniczka          | Konkurencja          | Eliminacje | Eliminacje | Półfinał                      | Półfinał                      | Finał                         | Miejsce                       |
| Zawodniczka          | Konkurencja          | Wynik      | Miejsce    | Wynik                         | Miejsce                       | Wynik                         | Miejsce                       |
| -------------------- | -------------------- | ---------- | ---------- | ----------------------------- | ----------------------------- | ----------------------------- | ----------------------------- |
| Mariam Pauline Keita | 100 m st. klasycznym | 1:24,26    | 49         | Odpadła z dalszej rywalizacji | Odpadła z dalszej rywalizacji | Odpadła z dalszej rywalizacji | Odpadła z dalszej rywalizacji |

### Taekwondo
Mężczyźni
| Zawodnik          | Konkurencja | 1/16                | Ćwierćfinał              | Półfinał                     | Ćwierćfinał repasaży         | Półfinał repasaży            | Finał                        |
| Zawodnik          | Konkurencja | Przeciwnik Wynik    | Przeciwnik Wynik         | Przeciwnik Wynik             | Przeciwnik Wynik             | Przeciwnik Wynik             | Przeciwnik Wynik             |
| ----------------- | ----------- | ------------------- | ------------------------ | ---------------------------- | ---------------------------- | ---------------------------- | ---------------------------- |
| Daba Modibo Keita | +80 kg      | Mickael Borot W 6-5 | Chika Chukwumerije P 3-2 | Odpadł z dalszej rywalizacji | Odpadł z dalszej rywalizacji | Odpadł z dalszej rywalizacji | Odpadł z dalszej rywalizacji |